# Beaver Cove
Beaver Cove ist eine Town im Piscataquis County des Bundesstaates Maine in den Vereinigten Staaten. Im Jahr 2020 lebten dort 133 Einwohner in 264 Haushalten auf einer Fläche von 84,72 km².

## Geographie
Nach dem United States Census Bureau hat Beaver Cove eine Gesamtfläche von 84,72 km², von der 82,49 km² Land sind und 2,23 km² aus Gewässern bestehen.

### Geographische Lage
Beaver Cove liegt im Südwesten des Piscataquis Countys und ist in diesem das nördlichste organisierte Gebiet des Countys. Beaver Cove liegt am Südostufer der Moosehead Lakes. Auf dem Gebiet der Town befinden sich weitere Seen. Zentral der Mud Pond, im Südwesten der Prong Pond und im Süden der Mountain Pond. Im östlichen Bereich ist das Gebiet der Town hügelig, hier befindet sich der 1073 m hohe Baker Mountain.

### Nachbargemeinden
Alle Entfernungen sind als Luftlinien zwischen den offiziellen Koordinaten der Orte aus der Volkszählung 2010 angegeben.
- Norden, Osten und Süden: Northeast Piscataquis, Unorganized Territory, 50,1 km
- Südwesten: Greenville, 11,1 km

### Stadtgliederung
In Beaver Cove gibt es mit Beaver Cove nur ein Siedlungsgebiet.

### Klima
Die mittlere Durchschnittstemperatur in Beaver Cove liegt zwischen −12,2 °C (10 °F) im Januar und 18,3 °C (65 °F) im Juli. Damit ist der Ort gegenüber dem langjährigen Mittel der USA um etwa 9 Grad kühler. Die Schneefälle zwischen Oktober und Mai liegen mit bis zu zweieinhalb Metern mehr als doppelt so hoch wie die mittlere Schneehöhe in den USA; die tägliche Sonnenscheindauer liegt am unteren Rand des Wertespektrums der USA.

## Geschichte
Im Jahr 1975 wurde das Gebiet von Beaver Cove als Plantation organisiert. Zuvor gehörte es zum Gore A2 WELS, genauer Township A2, Thirteenth and Fourteenth Ranges West of the Eastern Line of the State (TA2 R13 WELS & TA2 R14 WELS). Organisationsformen, die das Gebiet betrafen, waren Bowdoin College Grant East, Bowdoin College Grant West, Frenchtown Township, Greenville, Lily Bay Township und Shawtown Township. Als Town wurde Beaver Cove am 31. Januar 1978 organisiert.
Beaver Cove wurde von der Huber Lumber Corporation, der das Land an der Ostseite des Moosehead Lake gehörte, als Designer-Community angelegt. Die Community wurde so angelegt, dass es Eigentumswohnungen in der Nähe des heutigen Yachthafens gibt, kleinere Grundstücke im Village-Circle-Gebiet und größere Grundstücke an der North Ridge und Black Point Road. Die Huber Lumber Corporation gründete zudem zwei Vereinigungen, um das öffentliche Land und die öffentlichen Strände zu kontrollieren und zu pflegen. Diese Organisationen heißen Beaver Cove Association und North Ridge Association. Das Hauptbüro des Yachthafens war ursprünglich als Town Hall geplant. Da in den 1970er Jahren nicht alle Grundstücke verkauft werden konnten, wurde ein Teil des nicht verkauften Landes als gemeinsames Land bzw. als Grüngürtel angelegt. Im Jahr 1973 bekamen Grundstückseigentümer, die weitere Käufer anwarben, einen Farbfernseher oder ein Birkenrindenkanu als Prämie. Ein Teil der Grundstücke ist noch im Besitz dieser Vereine und mit dem Kauf eines solchen Grundstücks wird man Mitglied des Vereins und muss einen jährlichen Mitgliedsbeitrag entrichten.

### Einwohnerentwicklung
| Volkszählungsergebnisse – Town of Beaver Cove, Maine | Volkszählungsergebnisse – Town of Beaver Cove, Maine | Volkszählungsergebnisse – Town of Beaver Cove, Maine | Volkszählungsergebnisse – Town of Beaver Cove, Maine | Volkszählungsergebnisse – Town of Beaver Cove, Maine | Volkszählungsergebnisse – Town of Beaver Cove, Maine | Volkszählungsergebnisse – Town of Beaver Cove, Maine | Volkszählungsergebnisse – Town of Beaver Cove, Maine | Volkszählungsergebnisse – Town of Beaver Cove, Maine | Volkszählungsergebnisse – Town of Beaver Cove, Maine | Volkszählungsergebnisse – Town of Beaver Cove, Maine |
| Jahr                                                 | 1900                                                 | 1910                                                 | 1920                                                 | 1930                                                 | 1940                                                 | 1950                                                 | 1960                                                 | 1970                                                 | 1980                                                 | 1990                                                 |
| ---------------------------------------------------- | ---------------------------------------------------- | ---------------------------------------------------- | ---------------------------------------------------- | ---------------------------------------------------- | ---------------------------------------------------- | ---------------------------------------------------- | ---------------------------------------------------- | ---------------------------------------------------- | ---------------------------------------------------- | ---------------------------------------------------- |
| Einwohner                                            |                                                      |                                                      |                                                      |                                                      |                                                      |                                                      |                                                      |                                                      | 56                                                   | 104                                                  |
| Jahr                                                 | 2000                                                 | 2010                                                 | 2020                                                 | 2030                                                 | 2040                                                 | 2050                                                 | 2060                                                 | 2070                                                 | 2080                                                 | 2090                                                 |
| Einwohner                                            | 91                                                   | 122                                                  | 133                                                  |                                                      |                                                      |                                                      |                                                      |                                                      |                                                      |                                                      |

## Wirtschaft und Infrastruktur

### Verkehr
Die Maine State Route 6 führt bis nahe an Beaver Cove, danach zweigt die Lily Bay Road auf das Gebiet ab.

### Öffentliche Einrichtungen
In Beaver Cove gibt es keine medizinischen Einrichtungen oder Krankenhäuser. Nächstgelegene Einrichtungen für die Bewohner von Beaver Cove befinden sich in Dover-Foxcroft.
Beaver Cove besitzt keine eigene Bücherei, die nächstgelegene befindet sich in Guilford.

### Bildung
Für die Schulbildung in Beaver Cove ist das Beaver Cove School Department zuständig.